# Белюстин, Никита Фёдорович

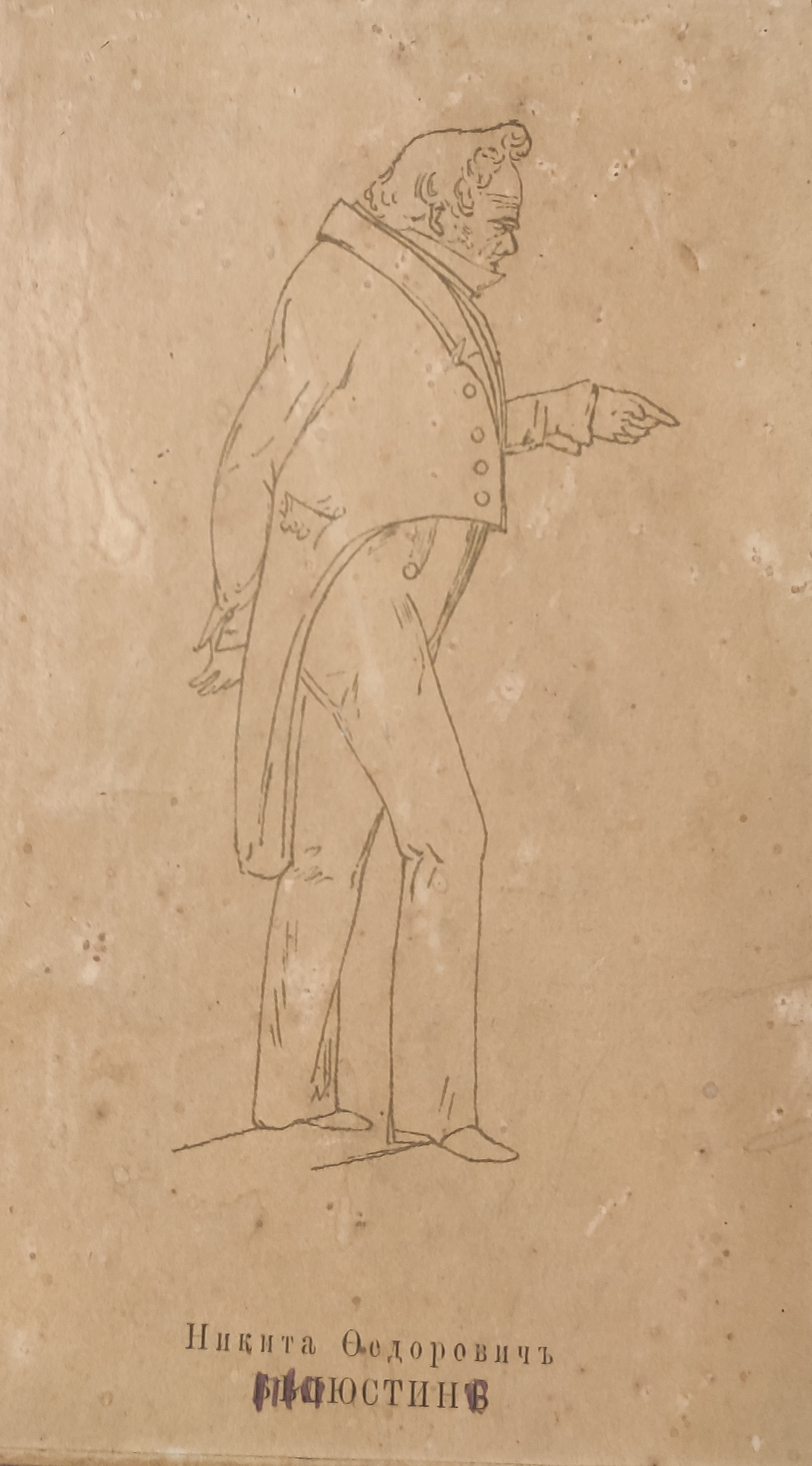
Никита Федорович Белюстин

Никита Фёдорович Белюстин (1784—1841) — российский педагог, автор учебников по латинской грамматике.

## Биография
Родился в семье священника в 1784 году. В 1811 году окончил Санкт-Петербургский Главный педагогический институт; в 1813 году получил назначение в Петербургскую губернскую гимназию; сначала был гувернёром, в 1820 году был назначен старшим учителем русского языка, а с 1822 года, после сдачи экзамен на право преподавания латыни — учителем латинского языка. Одновременно, с 1823 года преподавал латинский язык в Санкт-Петербургском благородном пансионе при Петербургском университете; в 1824—1825 годах параллельно преподавал там же римские древности и политическую экономию. В 1826 году получил назначение преподавателем латыни в Горный кадетский корпус.
В 1828 году вошёл в состав комиссии по исследованию хозяйственных дел и счетов училищ по Санкт-Петербургской губернии.
Пользовался хорошей репутацией в среде учеников, считавших его талантливым педагогом. Один из его учеников писал: «знаменитый латинист того времени», он «был предан своему делу, строго взыскивал за каждое неправильное ударение и приходил в восторг от верной скандовки стихов Вергилия. Знание латинского языка Белюстин в нас довел до того, что мы свободно изъяснялись на этом языке».
Белюстин известен как автор нескольких учебников латинской грамматики, по которым в первой половине XIX века учились во многих школах. Основные работы его авторства: «Опыт практического руководства в переводах с российского языка на латинский» (7 изданий, Санкт-Петербург, 1817—1848), «Занимательнейшие повествования, выбранные из римской истории» (Киев, 1853), «Латинская хрестоматия» (2 издания, Санкт-Петербург, 1839—1854) и «Начальные основания латинского языка» (3 издания, Санкт-Петербург, 1836—1842). В 1819 году в журнале «Благонамеренный» опубликовал переложение «Плача Ярославны».
В январе 1837 года вышел на пенсию.
Умер 2 (14) апреля 1841 года.
Сын Вячеслав Никитич Белюстин (1818—1882) — генерал-майор.

### Комментарии
1. ↑  В «Энциклопедическом словаре Брокгауза и Ефрона» его фамилия указана как Белявский.
2. ↑  В «Энциклопедическом словаре Брокгауза и Ефрона» указан год смерти — 1846.